# 羅人琮
罗人琮，字宗玉，湖廣桃源人，清朝政治人物、同進士出身。

## 生平
明崇禎十五年（1642年）壬午科湖廣鄉試舉人。清順治十八年（1661年）登辛丑科進士，官至四川道监察御史。著有《紫萝山人集》。